# Bailly-en-Rivière
Bailly-en-Rivière é uma comuna francesa na região administrativa da Normandia, no departamento de Sena Marítimo. Estende-se por uma área de 20,2 km². Em 2010 a comuna tinha 527 habitantes (densidade: 26,1 hab./km²).